# Andrzej Dziadek
Andrzej Dziadek (ur. 20 października 1957 w Jasienicy) – polski kompozytor i pedagog.

## Życiorys
Absolwent Akademii Muzycznej w Katowicach (klasa kompozycji Józefa Świdra, dyplom z wyróżnieniem w 1986) oraz Hochschule für Musik und darstellende Kunst w Wiedniu kompozytorskie studia podyplomowe w latach 1990–1992. Doktor habilitowany, profesor Akademii Muzycznej w Gdańsku, prowadzi tam klasę kompozycji.
Jego utwory były wykonywane na wielu festiwalach muzyki współczesnej m.in. na Warszawskiej Jesieni, Festiwalu Polskiej Muzyki Współczesnej we Wrocławiu, Poznańskiej Wiośnie Muzycznej, Musica Moderna w Łodzi oraz na festiwalach w Bukareszcie, Cordobie, Edmonton, New Jersey, Daegu. W 1991 Nokturn na zespół kameralny miał swoje prawykonanie w Carnegie Hall w Nowym Jorku. Był dyrektorem artystycznym Międzynarodowego Festiwalu „Śląskie Dni Muzyki Współczesnej” (1994–2010). W 2007 był kompozytorem-rezydentem International Centre for Composers w Visby (Szwecja). 
Współzałożyciel i dyrektor Orkiestry Sinfonietta Pomerania. Członek Związku Kompozytorów Polskich – prezes Oddziału w Katowicach (1993–2011), członek Zarządu Głównego (2001–2009), prezes Oddziału w Gdańsku (od 2014).

## Wybrane kompozycje
(na podstawie materiału źródłowego)
- Aforyzmy na fortepian (1979)
- Poemat na skrzypce solo (1982)
- Preludium i toccata na fortepian (1983)
- Appassionato na zespół kameralny (1984)
- Sinfonietta na orkiestrę (1984)
- Koncert na klawesyn i orkiestrę (1985)
- Magnificat na głosy solo, chór mieszany i ork. (1986)
- Poemat na orkiestrę (1987)
- Aria i Capriccio dla pięciu perkusistów (1987)
- Et misericordia na chór mieszany a cappella (1989)
- Salve Regina na chór mieszany i kotły (1989)
- Fantazja na organy (1990)
- Nokturn na zespół kameralny (1991)
- Dwie bagatele na fortepian (1991)
- Kwartet smyczkowy nr 1 „Metamorfozy” (1991)
- Koncert na skrzypce i orkiestrę (1993)
- Haec dies per coro misto a cappella (1993)
- Muzyka koncertująca na gitarę i orkiestrę smyczkową (1994)
- Adagio per clarinetto e pianoforte (1995)
- Concertino na fortepian i orkiestrę (1996)
- Impresja na orkiestrę (1996)
- Symfonia nr 1 (1997)
- Stabat Mater na sopran i orkiestrę smyczkową (1997)
- Musica Sacra na chór mieszany (1997)
- Symfonia nr 2 Te Deum na chór i orkiestrę (2002)
- Capriccio na flet solo (2001)
- Largo na orkiestrę smyczkową (2002)
- Kwartet smyczkowy nr 2 (2003)
- Sekstet na klarnet, fagot i kwartet smyczkowy (2003)
- Kołysanka na fagot solo (2003)
- Dzwony na fortepian solo (2004)
- Koncert na organy i orkiestrę smyczkową (2005)
- Koncert na fortepian i orkiestrę (2007)

## Nagrody i odznaczenia
- 1983 – II nagroda w Konkursie Kompozytorskim w Gdańsku za Preludium i toccatę na fortepian
- 1986 – II i III nagroda (I nie przyznano) w Konkursie Kompozytorskim im. Grzegorza Fitelberga w Katowicach za Sinfoniettę na orkiestrę i Koncert na klawesyn i orkiestrę
- 1987 – I nagroda w Konkursie Młodych Kompozytorów za Poemat na orkiestrę
- 1990 – stypendium Wojewody Katowickiego
- 2008 – Nagroda Honorowa Związku Kompozytorów Polskich
- 2015 – Brązowy Medal „Zasłużony Kulturze Gloria Artis”[3]
- 2016 – Nagroda Prezydenta Miasta Gdańska w Dziedzinie Kultury za całokształt pracy artystycznej: kompozytorskiej, pedagogicznej i organizatorskiej, za popularyzację muzyki współczesnej i twórczości kompozytorów gdańskich, za inicjatywę zorganizowania Gdańskiego Koncertu Prawykonań oraz Festiwalu Muzyki Współczesnej „Nowe Fale”[4]